# 고모라 (드라마)
《고모라》(Gomorra - La serie)는 2014년 5월 6일부터 현재까지 방영된 드라마이다.